# Eugenia grandifolia
Eugenia grandifolia är en myrtenväxtart som beskrevs av Otto Karl Berg. Eugenia grandifolia ingår i släktet Eugenia och familjen myrtenväxter. Inga underarter finns listade i Catalogue of Life.